# Tarachidia discoidales
Tarachidia discoidales är en fjärilsart som beskrevs av Walker 1866. Tarachidia discoidales ingår i släktet Tarachidia och familjen nattflyn. Inga underarter finns listade i Catalogue of Life.